# Klistervatnet
Klistervatnet (rus. Клистерватн) je jezero koje se nalazi na granici između Norveške i Rusije. Jezero je dugo, 10 om, široko 2 km, s površinom od 17.2 km2. Jezero leži na rijeci Paatsjoki. Jezero se nalazi sjeverno od jezera Bjørnevatnet.